# 1699 Honkasalo
Az 1699 Honkasalo (ideiglenes jelöléssel 1941 QD) a Naprendszer kisbolygóövében található aszteroida. Yrjö Väisälä fedezte fel 1941. augusztus 26-án, Turkuban.